# La Corbeille de pain (Dalí, 1926)
Pour les articles homonymes, voir La Corbeille de pain.
La Corbeille de pain (31,5 × 31,5 cm, Salvador Dalí Museum) est une huile sur bois réalisée en 1926 par Salvador Dalí.

## Description
Ce fut la première œuvre de Dalí exposée hors d'Espagne lors de l'exposition internationale du Carnegie Institute de Pittsburgh de 1928. Cette œuvre de jeunesse fut réalisée peu après la fin de ses études d'art à Madrid et alors qu'il étudiait les maîtres hollandais. Dalí y démontra à vingt-deux ans la pleine possession de ses moyens picturaux.
Représentée de façon très réaliste dans un clair-obscur très classique, une corbeille de pain en osier est présentée avec quatre tranches de pain, l'une d'entre elles est beurrée. L'ensemble est posé sur une nappe blanche faisant de nombreuses volutes. Au centre, l'envers de la nappe est représenté laissant apparaître les détails du tissu de façon très nette. Le fond est sombre, voire noir. La lumière blanche crue semble vitrifier la scène.
Dalí réalisa une autre toile proche de celle-ci en 1945, également nommée La Corbeille de pain.